# Австрійське ветеранське товариство

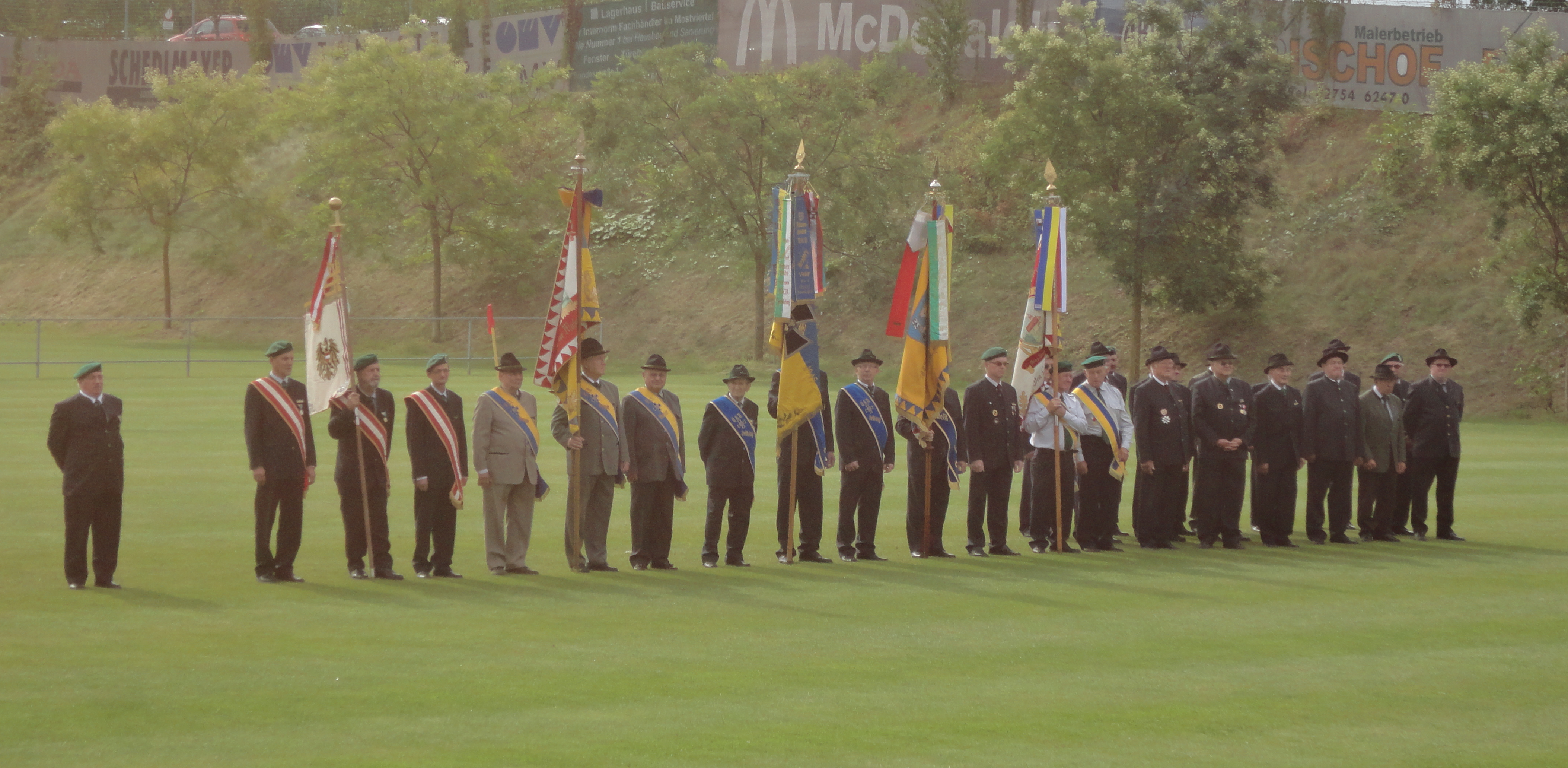
Делегація товариства під час присяги австрійських солдатів.

Австрі́́йське ветера́нське товари́ство (нім. Österreichischer Kameradschaftsbund (ÖKB)) — позапартійна військова організація Австрії.

## Опис
Товариство засноване 21 липня 1951 року. Маючи понад 250 000 членів у дев’яти земельних відділеннях та близько 1800 автономно організованих місцевих та міських відділень, це (за її власними заявами) на сьогоднішній день найбільша організація в Австрії, що має відношення до оборонної політики. Членами ÖKB є переважно дійсні або колишні солдати.

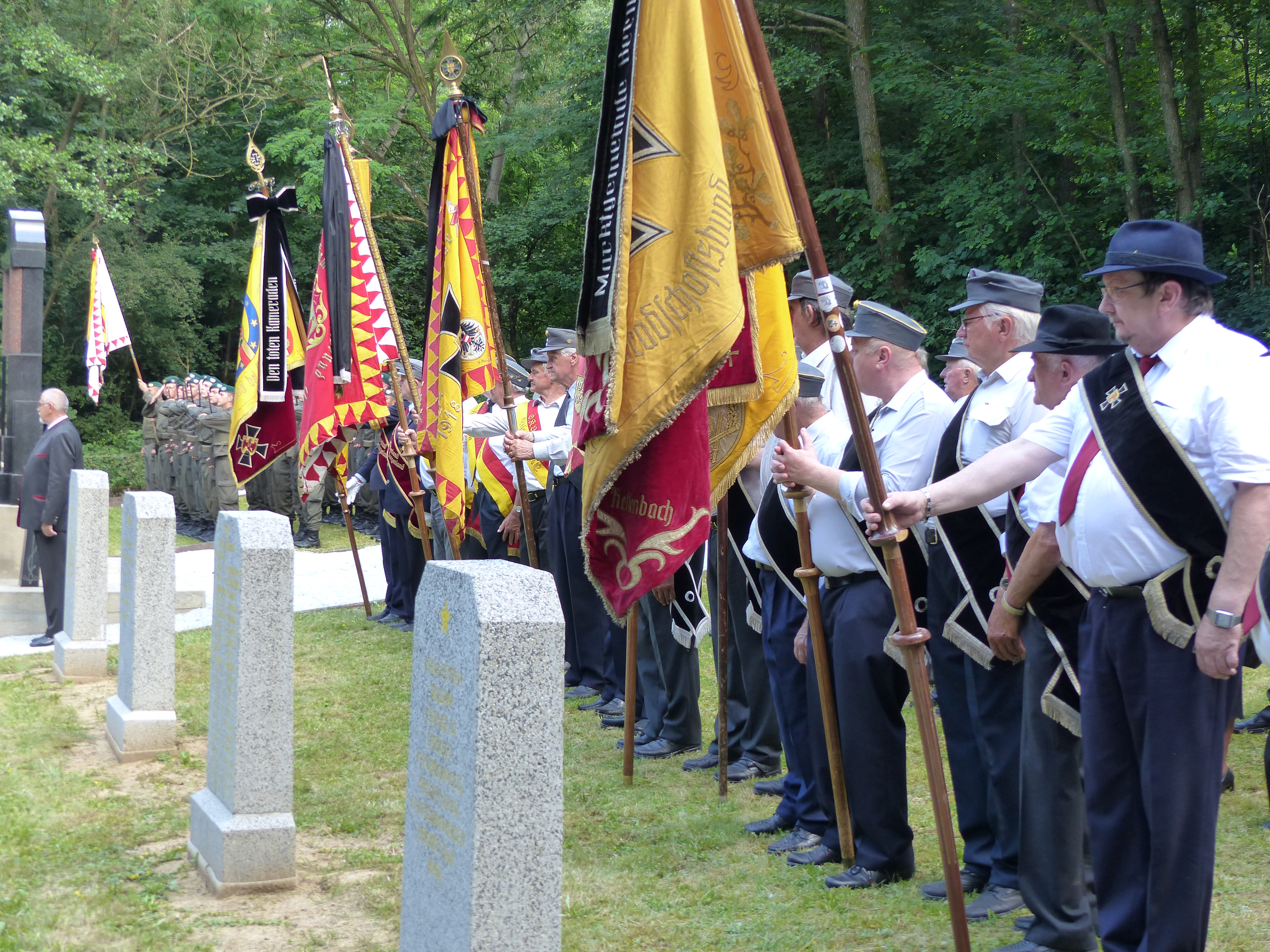
Члени Бургенландського союзу товариства вшановують пам'ять загиблих радянських солдатів.

Відповідно до статуту, товариство має на меті сприяти поінформованості про батьківщину та всебічну національну оборону, а також культивування товариських та солдатських звичаїв. Зокрема, ÖKB займається вшануванням пам’яті загиблих та поранених солдатів, особливо учасників Першої та Другої світових воєн. Для ефективного досягнення цих цілей Союз тісно співпрацює з Австрійським Чорним Хрестом (ÖSK) у галузі піклування про військові поховання, завдяки чому ця співпраця не обмежується могилами австрійських солдатів, а також вшануванням пам’яті загиблих солдатів іноземних армій на території сучасної Австрії. Наприклад, члени Австрійського ветеранського товариства беруть участь у щорічній колекції всіх святих для ÖSK на численних кладовищах по всій Австрії. Відомі також участь ÖKB на панахидах та військових церемоніях, таких як присяга новобранців австрійських збройних сил.
Протягом останніх декількох років Союз, згідно з його власним визначенням, вже не є переважно товариством покоління війни, а патріотично налаштованою організацією.

## Президенти
- Йозеф Мюссігганг (Відень; 1953-57)
- Франц Гребмінгер (Штирія; 1957-63)
- Отто Яус (Відень; 1963-84)
- Адольф Пойнтер (Верхня Австрія; 1984-87)
- Ріхард Шобер (Тіроль; 1987)
- Франц Едер (Штирія; 1987-93)
- Франц Карлінгер (Нижня Австрія; 1993)
- Фелікс Ермакора (Відень; 1993-95)
- Курт Ляйксль (Штирія; 1995-96)
- Отто Каймель (Тіроль; 1996-2004)
- Людвіг Бірінгер (Зальцбург; з 2004)